# Robin Davies
Robert Richard „Robin“ Davies (* 16. Januar 1954 in Merionethshire, Wales; † 22. Februar 2010 in Norwich, Norfolk) war ein britischer Film- und Fernsehschauspieler.

## Leben
Davies hatte schon in jungen Jahren erste Auftritte in Filmen und Fernsehserien. Nach einem Auftritt in einer Folge der Kinderserie Sechs Wilde und ein Krümel hatte er einen Kurzauftritt in Regisseur Lindsay Andersons If …. Seine bekannteste Rolle wurde die des 14-jährigen Bauernsohns Harold Bennet in der ersten Staffel der Fernsehserie Catweazle.
Davies blieb dem Medium Fernsehen treu und trat in der Folgezeit vor allem durch Auftritte in Fernsehserien oder -filmen in Erscheinung. Seinen letzten Auftritt hatte er 1998 in dem erfolgreichen Kinofilm Shakespeare in Love. Am 22. Februar 2010 starb er an Lungenkrebs.

## Filmografie

### Filme
- 1968: If … (if....)
- 1971: In den Krallen des Hexenjägers (Blood on Satan’s Claw)
- 1979: A Moment in Time
- 1982: Britannia Hospital
- 1991: Der Tod war schneller (A Mind to Kill)
- 1998: Shakespeare in Love

### TV-Serien
- 1968: Sechs Wilde und ein Krümel (The Magnificent Six and ½, Episode: Peewee Had a Little Ape)
- 1970: Catweazle  (1. Staffel)
- 1971: And Mother Makes Three
- 1971: Doomwatch (Episode: The Logicians)
- 1974: And Mother Makes Five
- 1974: Warship (Episode: Away Seaboat’s Crew)
- 1979: Secret Army (Episode: A Safe Place)
- 1978–1981: Spearhead (Episoden: Jackal, Repercussions, Waiting Games, Futures)
- 1980: Escape (Episode: The Cartland Murder)
- 1985: The Bill (Episode: This Little Pig)
- 1989: Split Ends
- 1992: Trainer (Episoden: #2.4, #2.5, #2.10)
- 1994: The Lifeboat (Episoden: Shadows of Doubt, Breaking Point)
- 1997: One Foot in the Grave (Episode: Endgame)